# US Alessandria 1912
Unione Sportiva Alessandria 1912 este un club de fotbal italian cu sediul în Alessandria, Piemont. Echipa își desfășoară meciurile de acasă pe Stadio Giuseppe Moccagatta cu o capacitate de 6.000 locuri.

## Lotul curent 2017-2018
La 28 aprilie 2018
| Nr. |         | Poziție | Jucător             |
| --- | ------- | ------- | ------------------- |
| 1   | Italia  |         | Gianmarco Vannucchi |
| 12  | România |         | Ionut Alin Pop      |
| 22  | Italia  |         | Riccardo Ragni      |
| 2   | Croația |         | Vedran Celjak       |
| 3   | Croația |         | Dragan Lovrić       |
| 6   | Italia  |         | Giacomo Sciacca     |
| 13  | Italia  |         | Felice Piccolo      |
| 14  | Italia  |         | Antonio Giosa       |
| 16  | Italia  |         | Matteo Fissore      |
| 30  | Italia  |         | Leonardo Blanchard  |
| 33  | Italia  |         | Luca Barlocco       |
| 4   | Italia  |         | Riccardo Cazzola    |

| Nr. |           | Poziție | Jucător               |
| --- | --------- | ------- | --------------------- |
| 5   | Italia    |         | Roberto Ranieri       |
| 7   | Italia    |         | Alessio Sestu         |
| 8   | Italia    |         | Gianluca Nicco        |
| 21  | Italia    |         | Tommaso Bellazzini    |
| 24  | Italia    |         | Alessandro Gazzi      |
| 26  | Italia    |         | Emanuele Gatto        |
| 9   | Italia    |         | Michele Marconi       |
| 11  | Italia    |         | Manuel Fischnaller    |
| 18  | Argentina |         | Pablo Andrés González |
| 20  | Italia    |         | Simone Russini        |
| 23  | Italia    |         | Matteo Chinellato     |
| 31  | Franța    |         | Sofiane-Ahmed Kadi    |